# パエス郡
パエス郡（パエスぐん、スペイン語 Distrito Páez）は、かつてベネズエラのミランダ州にあった郡である。郡府はリオチコ。現在のパエス市、アンドレスベジョ市、ペドログアル市にあたる。
パエス郡はミランダ州の東の端にあった。北はカリブ海の海岸に面し、南はインテリオル山地を境とし、その間にあるバルロベント平野の東部を占めた。
エルグアポ市、サンホセデリオチコ市、タカリグアデララグナ市、クピラ市（後にペドログアル市）、リオチコ市の5市を擁した。1980年代に郡は解消され、東部がペドログアル市、北西端がアンドレスベジョ市（サンホセデリオチコ市の後進）、主要部がパエス市と三分された。